# Chorvatsko na Zimních olympijských hrách 2006
Chorvatsko se účastnilo Zimní olympiády 2006. Zastupovalo ho 22 sportovců ve 6 sportech.

## Medailisté
| Medaile | Jméno              | Sport           | Soutěž         |
| ------- | ------------------ | --------------- | -------------- |
| Zlato   | Janica Kostelićová | Alpské lyžování | ženy kombinace |
| Stříbro | Janica Kostelićová | Alpské lyžování | ženy Super G   |
| Stříbro | Ivica Kostelić     | Alpské lyžování | muži kombinace |